# Blenniidae
Famille
Les Blenniidae sont une famille de l'ordre  des Blenniiformes. Elle comprend des espèces de petits poissons benthiques appelés blennies et qui se rencontrent dans tous les milieux depuis l'eau douce jusqu'à l'eau de mer.

## Description

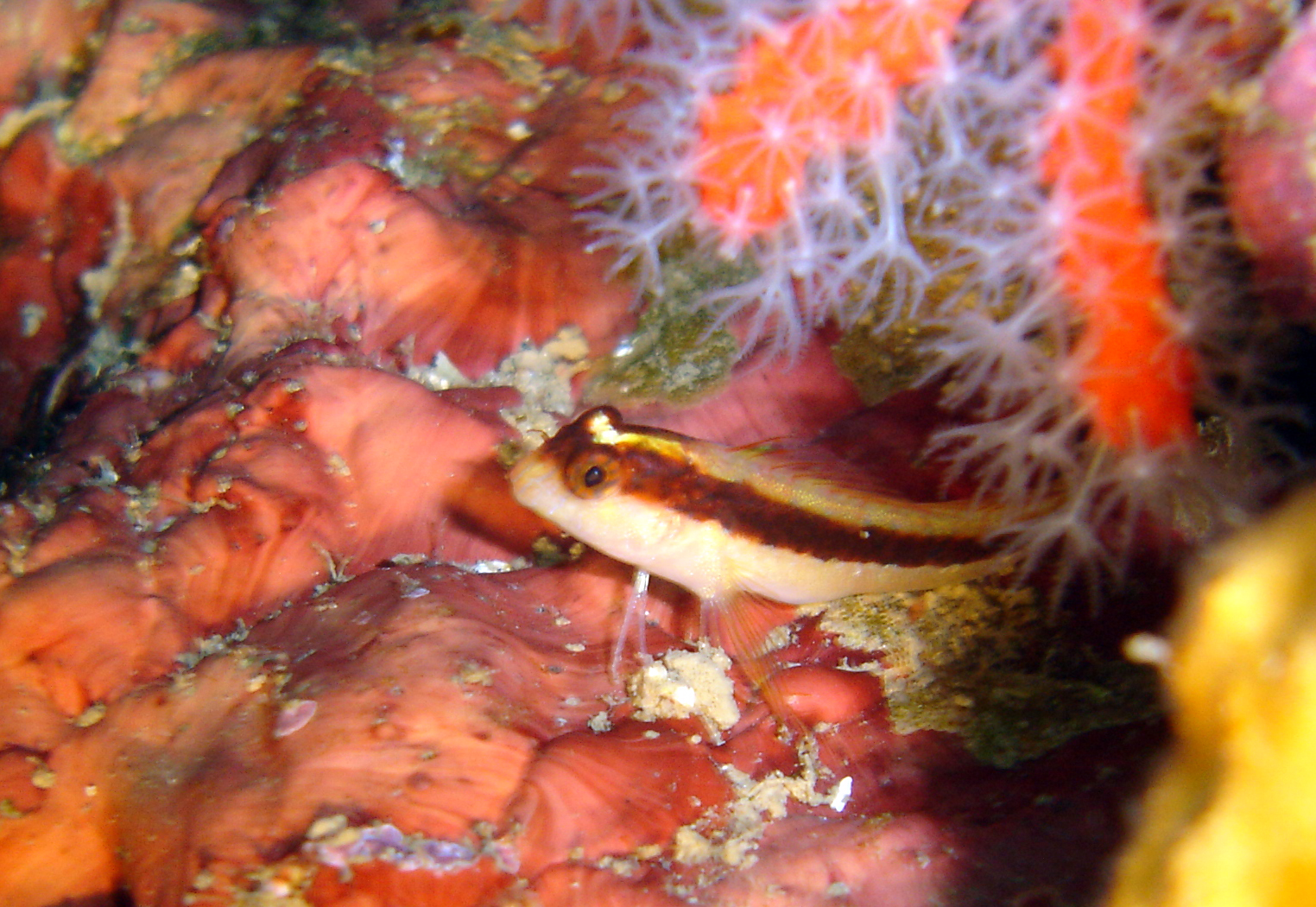
Parablennius rouxi, espèce méditerranéenne de la sous-famille des Salariinae.

Ces poissons sont notamment caractérisés par un corps effilé et sans écailles, un museau droit et des nageoires dorsale et pectorale particulièrement longues et leurs mâchoires ne sont pas protractiles. Ces espèces ne possèdent pas de vessie natatoire. Les dents sont fixées sur les mandibules comme un peigne. Elles portent généralement des cirres au-dessus des yeux et sur la nuque. La plupart mesurent moins de 15 centimètres de long et possèdent une tête plate caractéristique.
Souvent confondus avec les gobies, il existe cependant un moyen infaillible de les distinguer : la nageoire dorsale des gobies est bipartite, alors que celle des blennies est continue sur tout le dos.

## Alimentation
La plupart des espèces se nourrissent d'algues et d'invertébrés, ou de plancton.

## Reproduction
Lors de la reproduction, les mâles attirent les femelles près de coquilles de mollusques vides, où elles déposent leurs œufs afin qu'ils soient fécondés par le mâle, qui les défendra jusqu’à l’éclosion.

## Répartition
On trouve souvent ces poissons sur les fonds rocheux ou sableux, cachés dans des anfractuosités dans la roche ou le sable, des cavités ou des coquilles de gastéropodes. Ces poissons ont une large distribution dans les eaux tropicales et subtropicales de l'océan Atlantique, l'océan Indien et l'océan Pacifique, ainsi que la mer Rouge, la mer Méditerranée où ils sont très répandus. Quelques espèces vivent en eaux saumâtres ou douces : on les retrouve dans les estuaires et les rivières connectées à la mer de ces mêmes zones.

## Liste des sous-familles
- Blenniinae Rafinesque, 1810
- Salariinae Gill, 1859

## Galerie

Sous-famille des Blenniinae
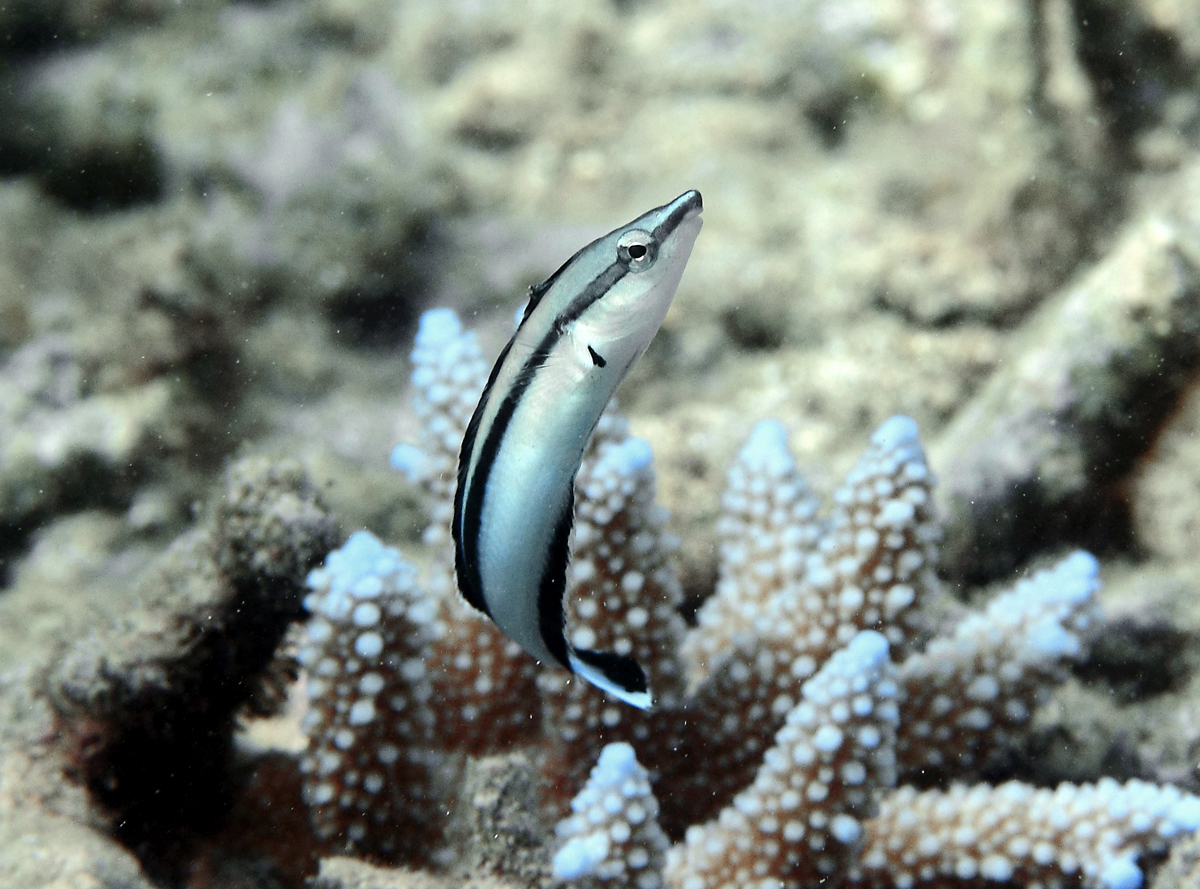
Aspidontus tractus
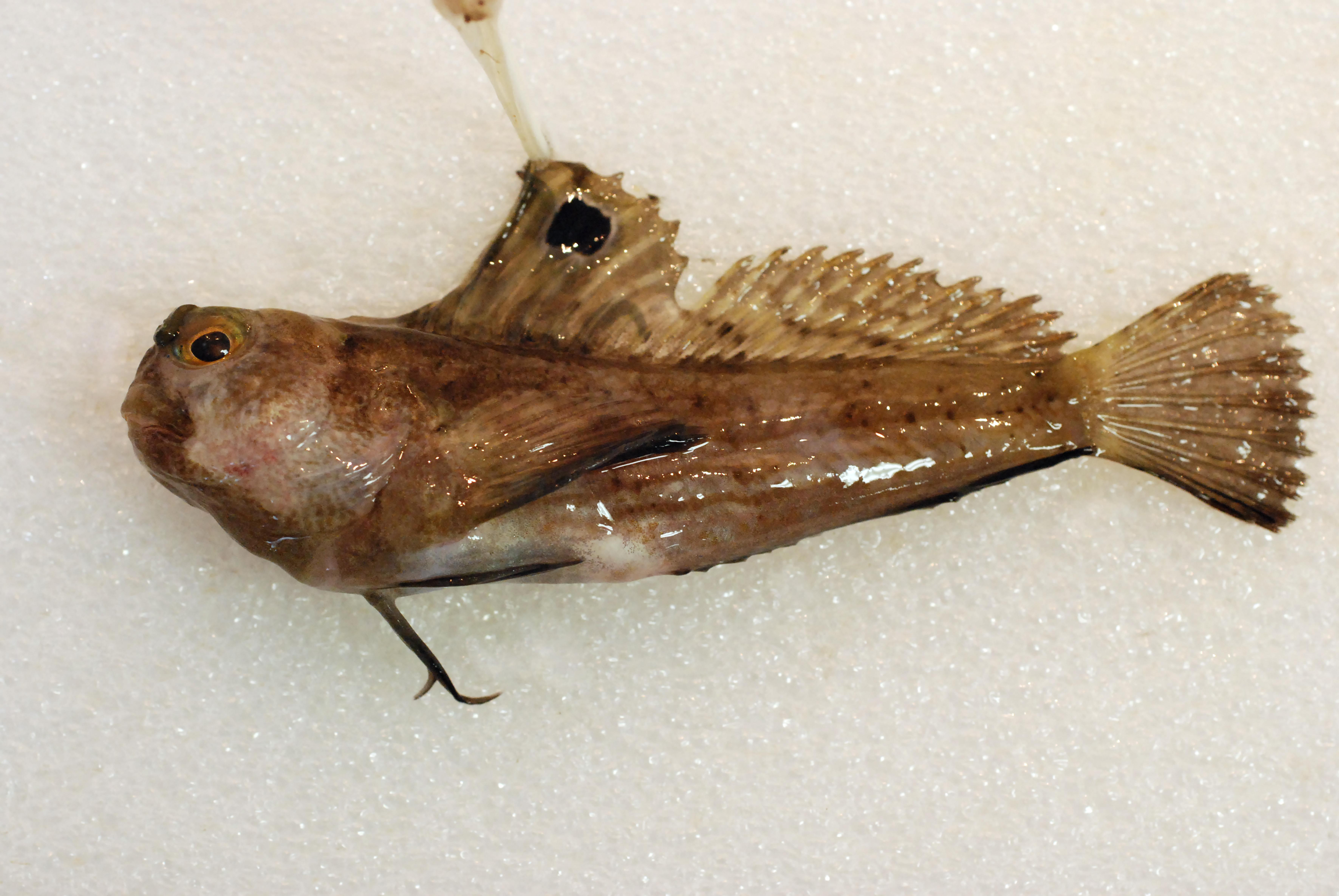
Blennius ocellaris
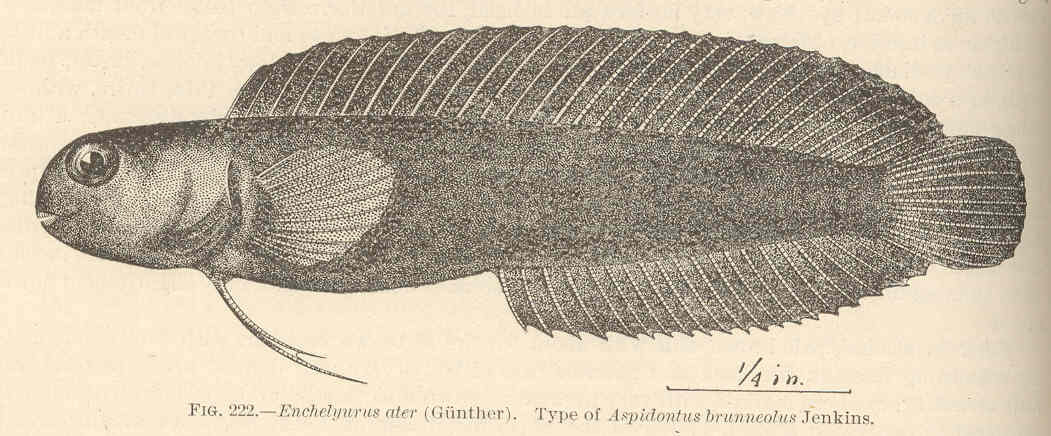
Enchelyurus ater
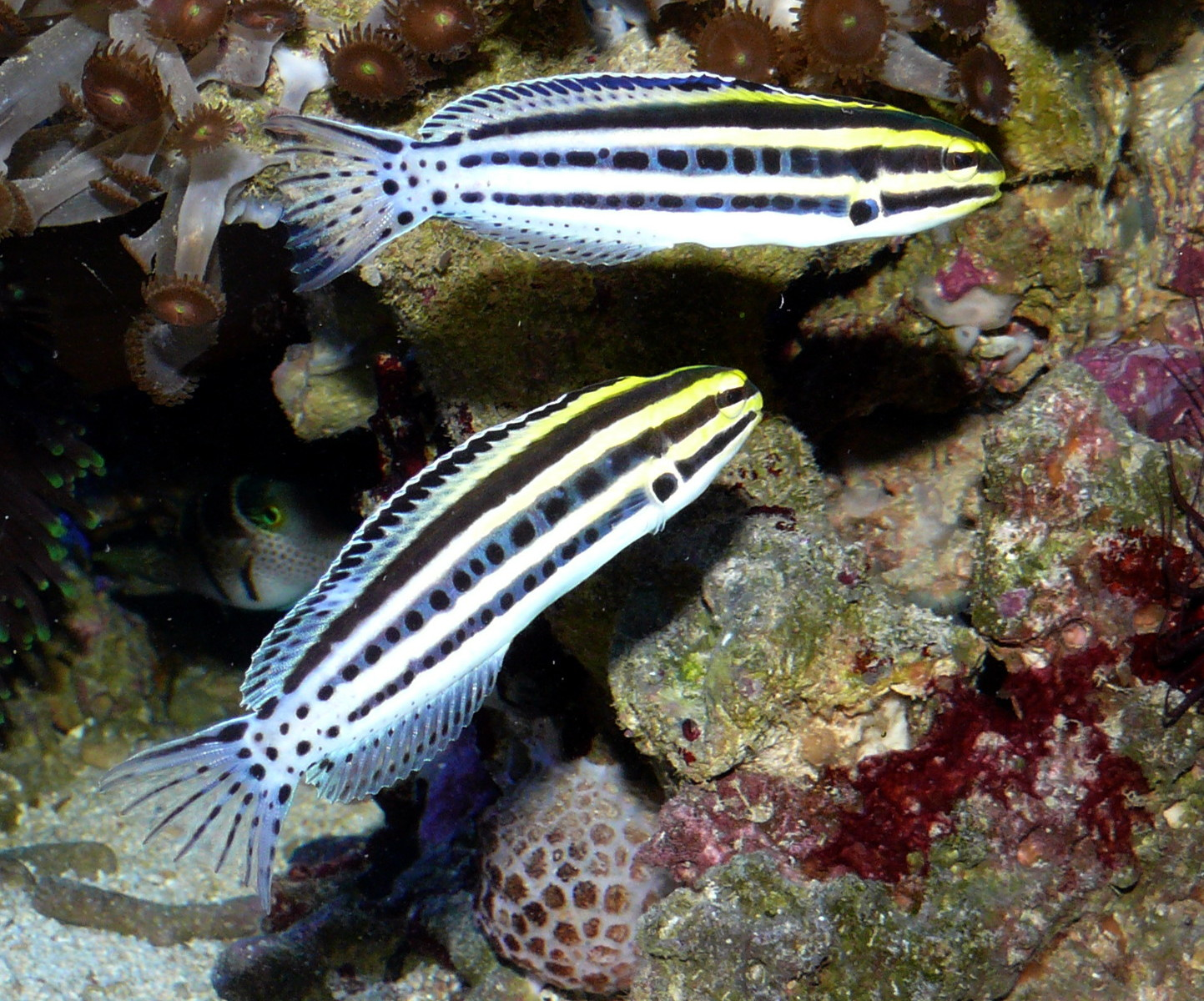
Meiacanthus grammistes
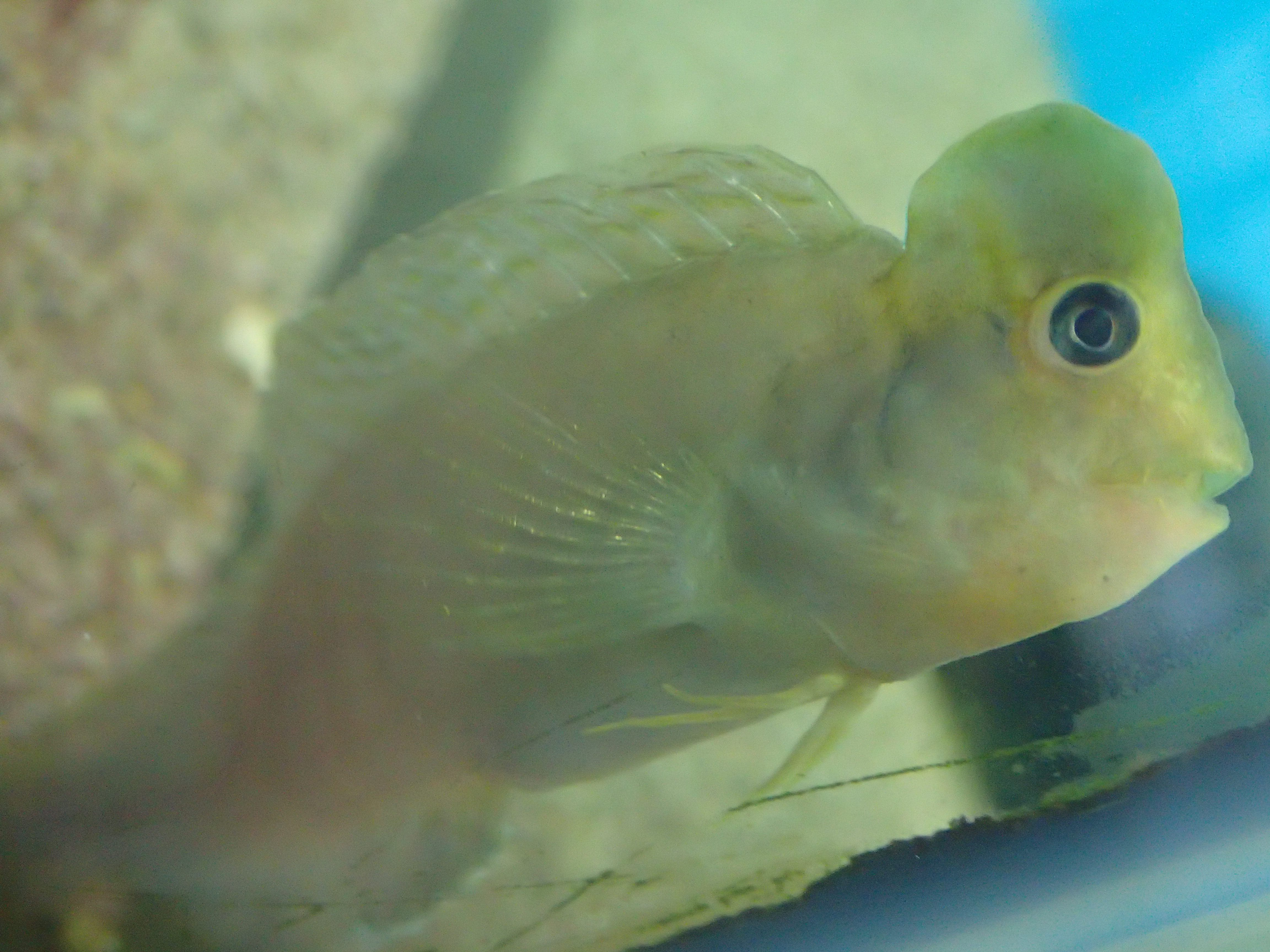
Omobranchus fasciolatoceps
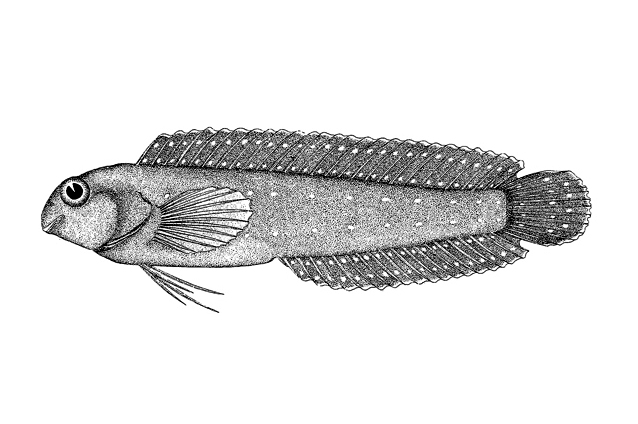
Parenchelyurus hepburni
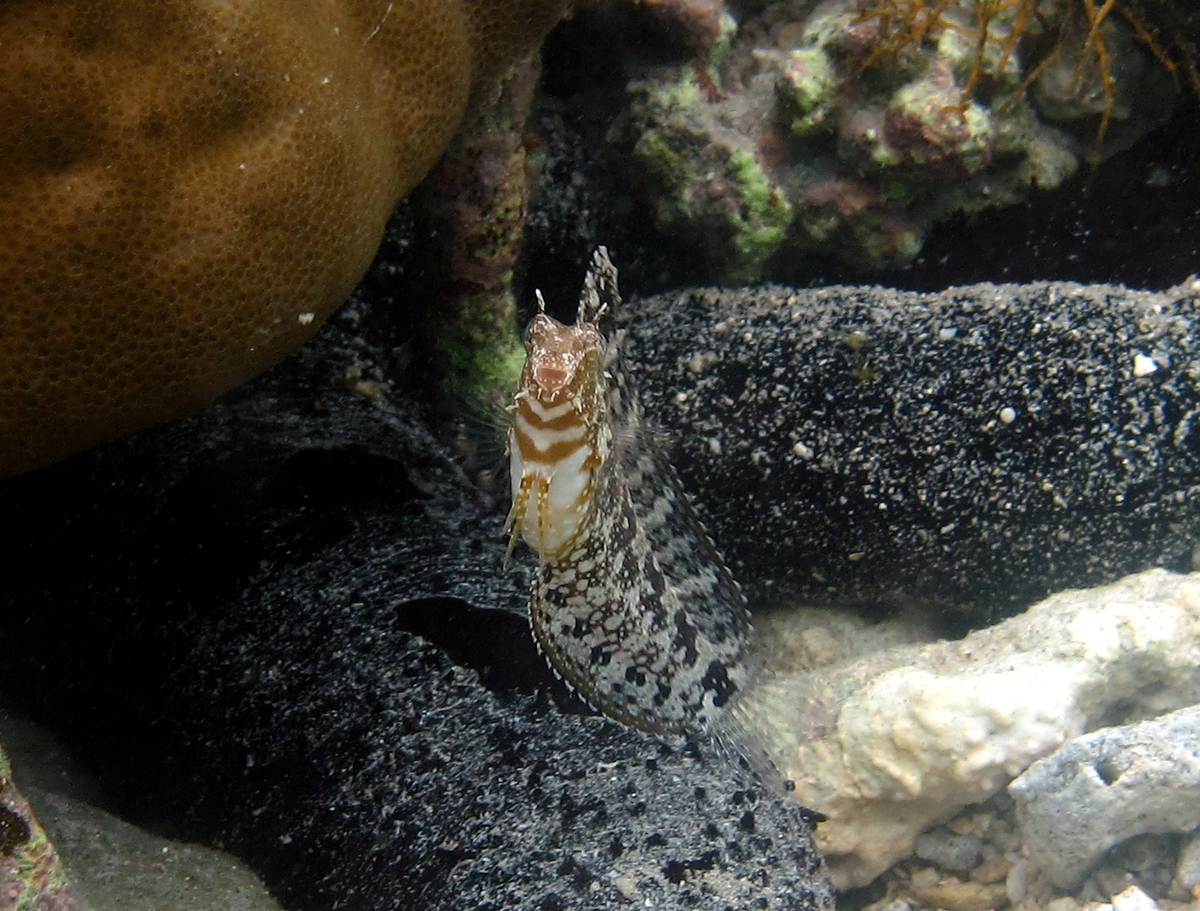
Petroscirtes mitratus
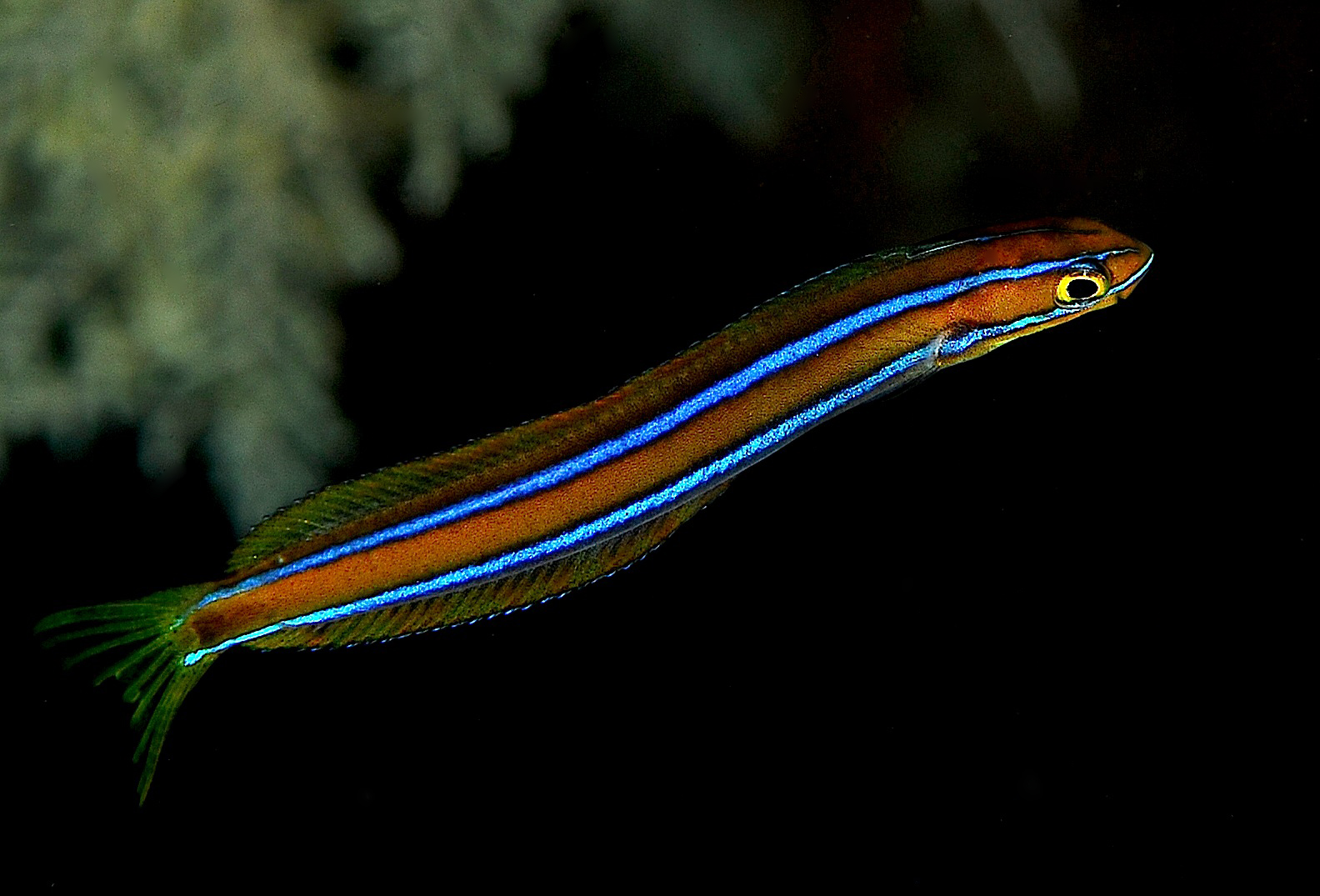
Plagiotremus rhinorhynchos
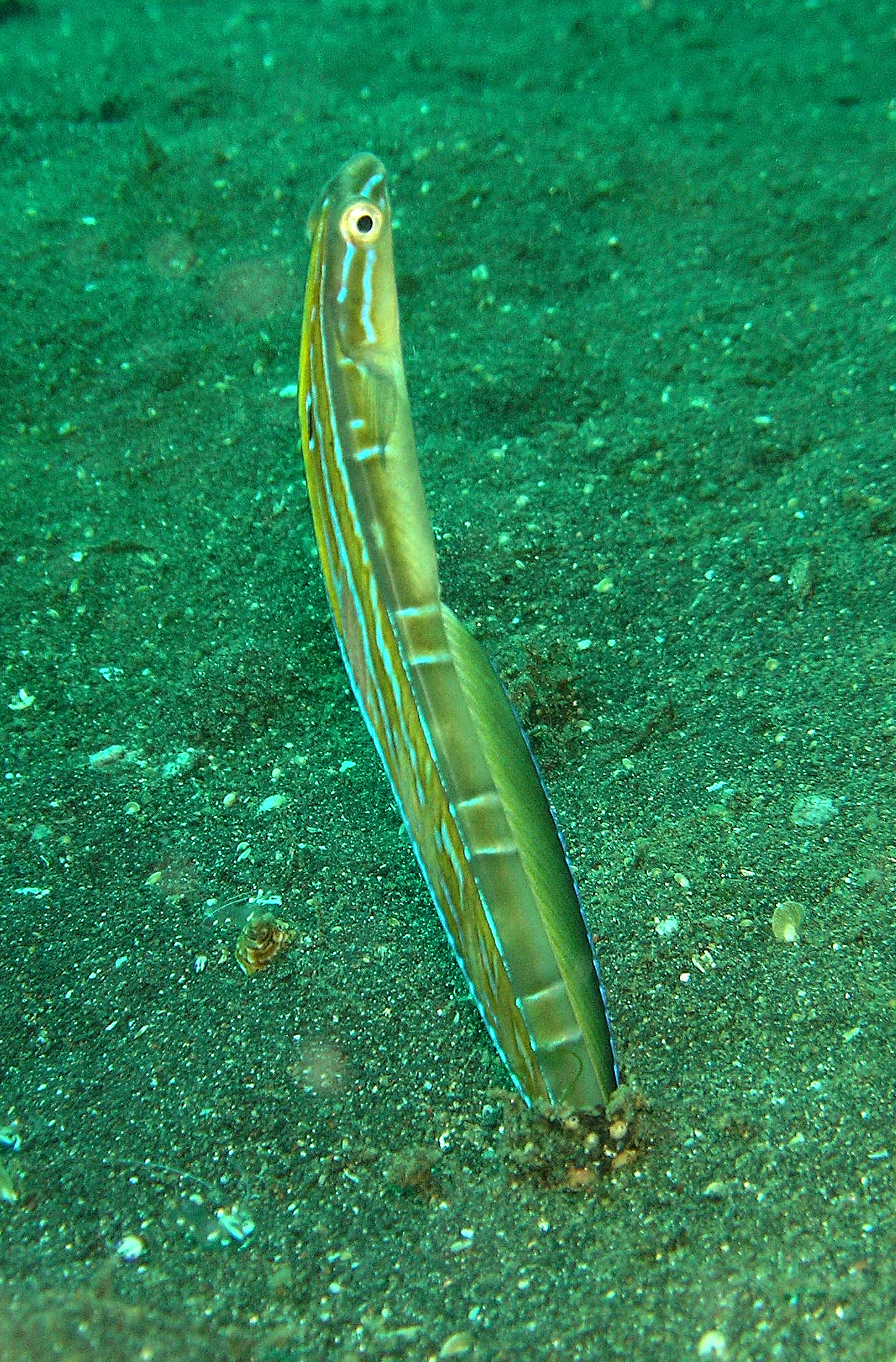
Xiphasia setifer

Sous-famille des Salariinae
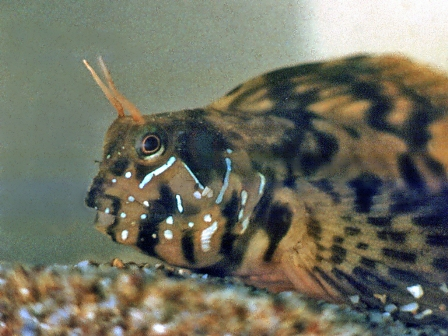
Aidablennius sphynx
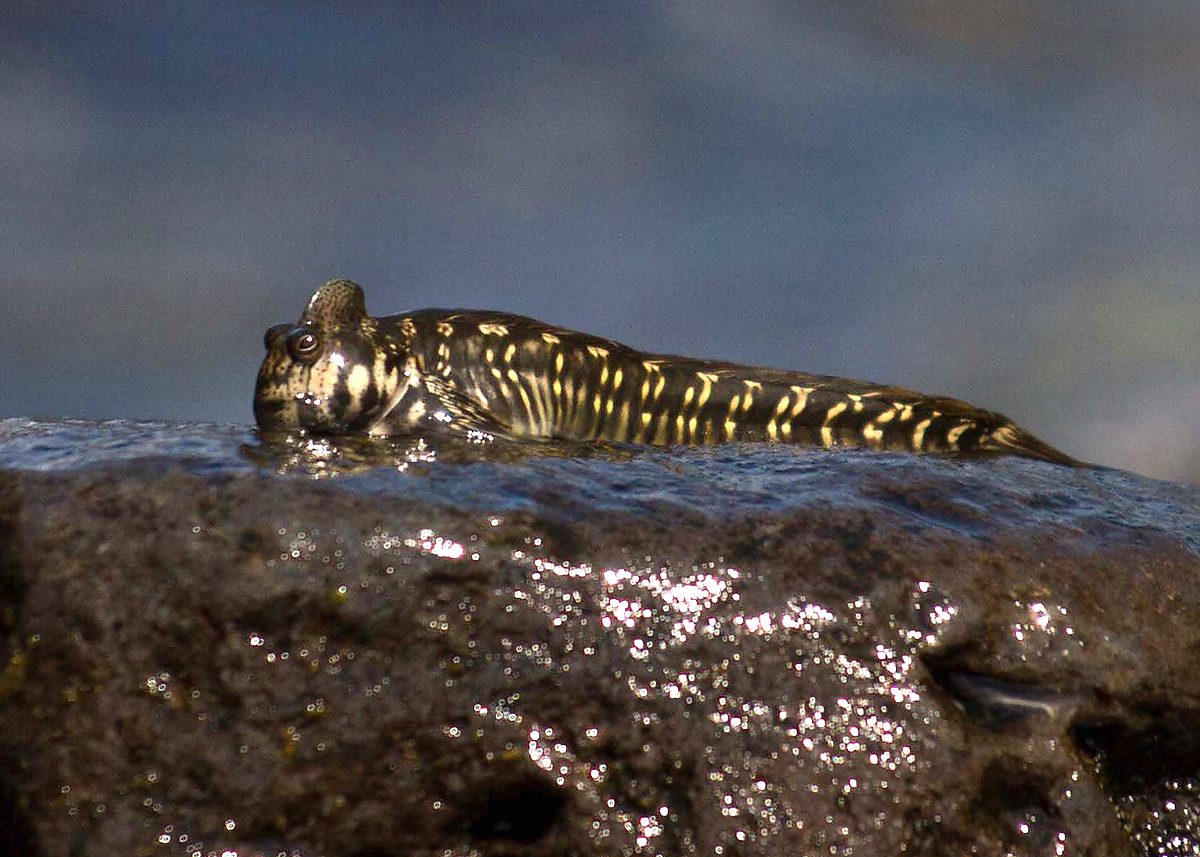
Alticus anjouanae
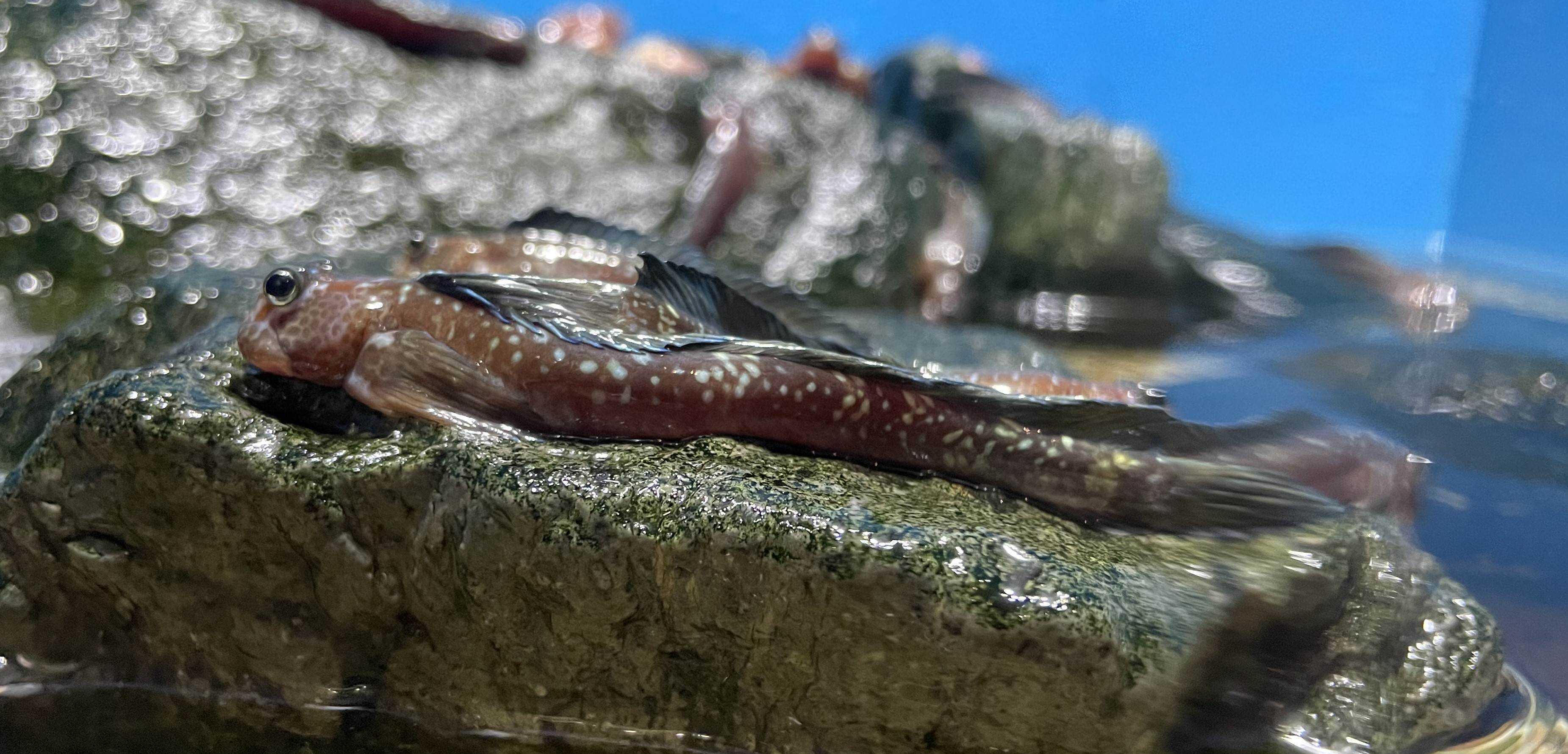
Andamia tetradactylus
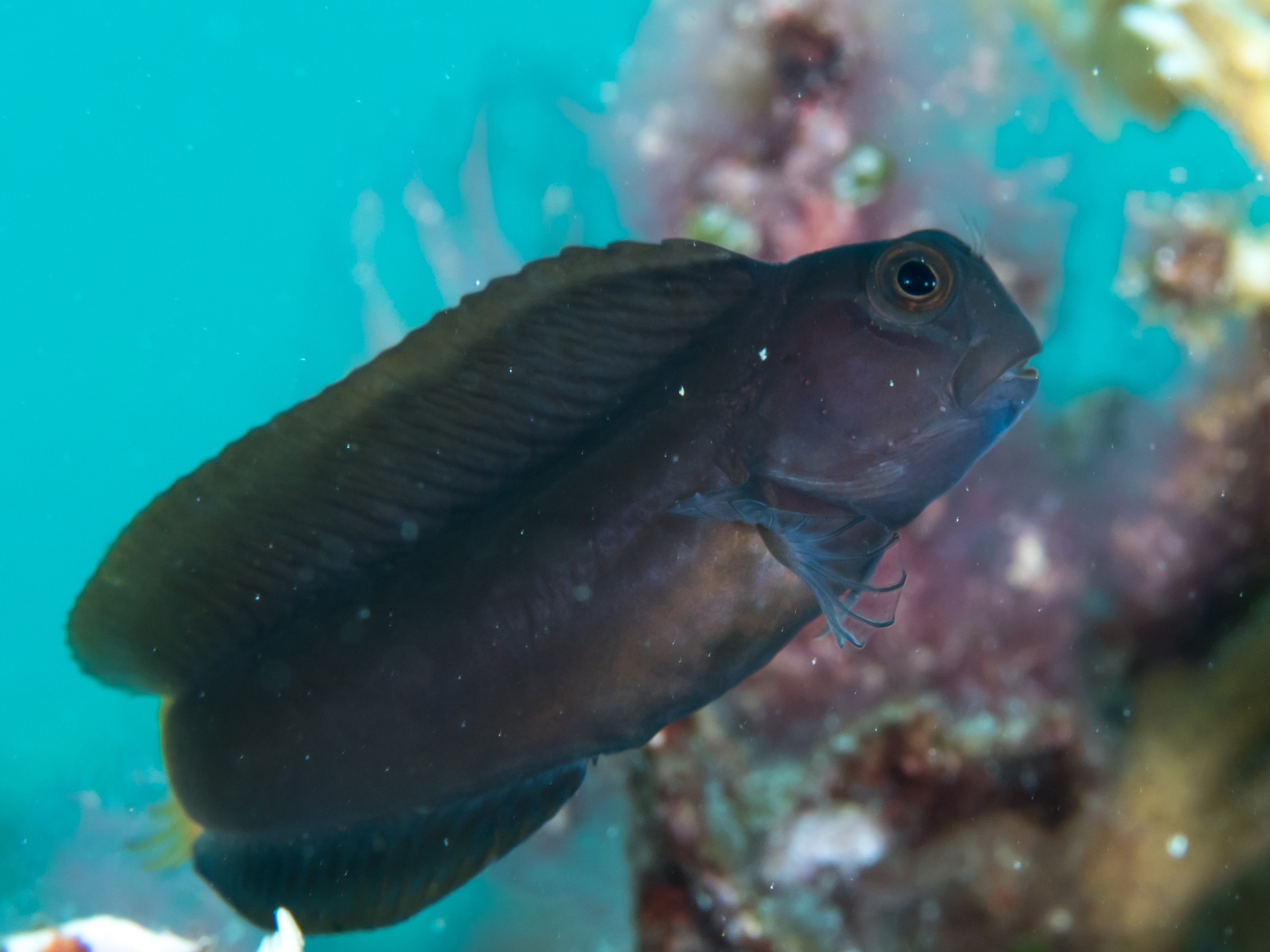
Atrosalarias fuscus
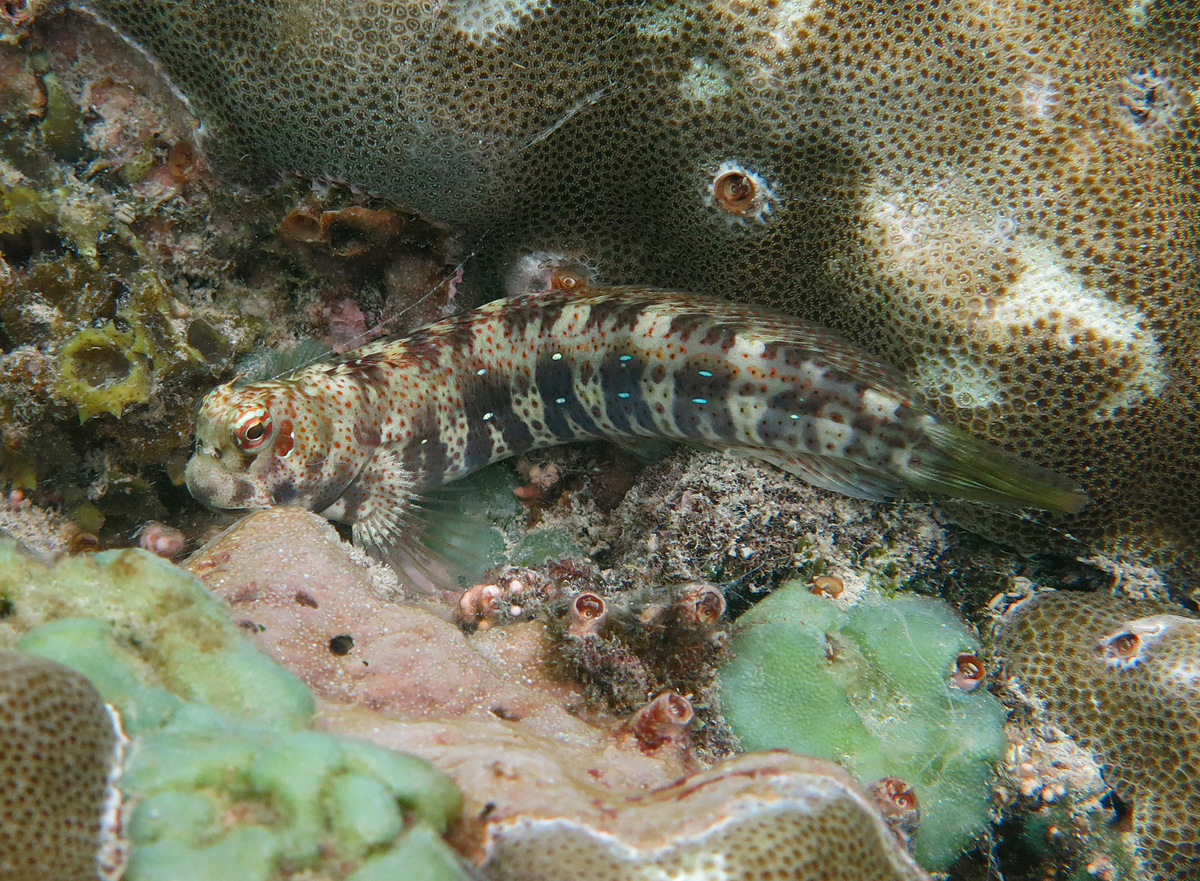
Blenniella periophthalmus
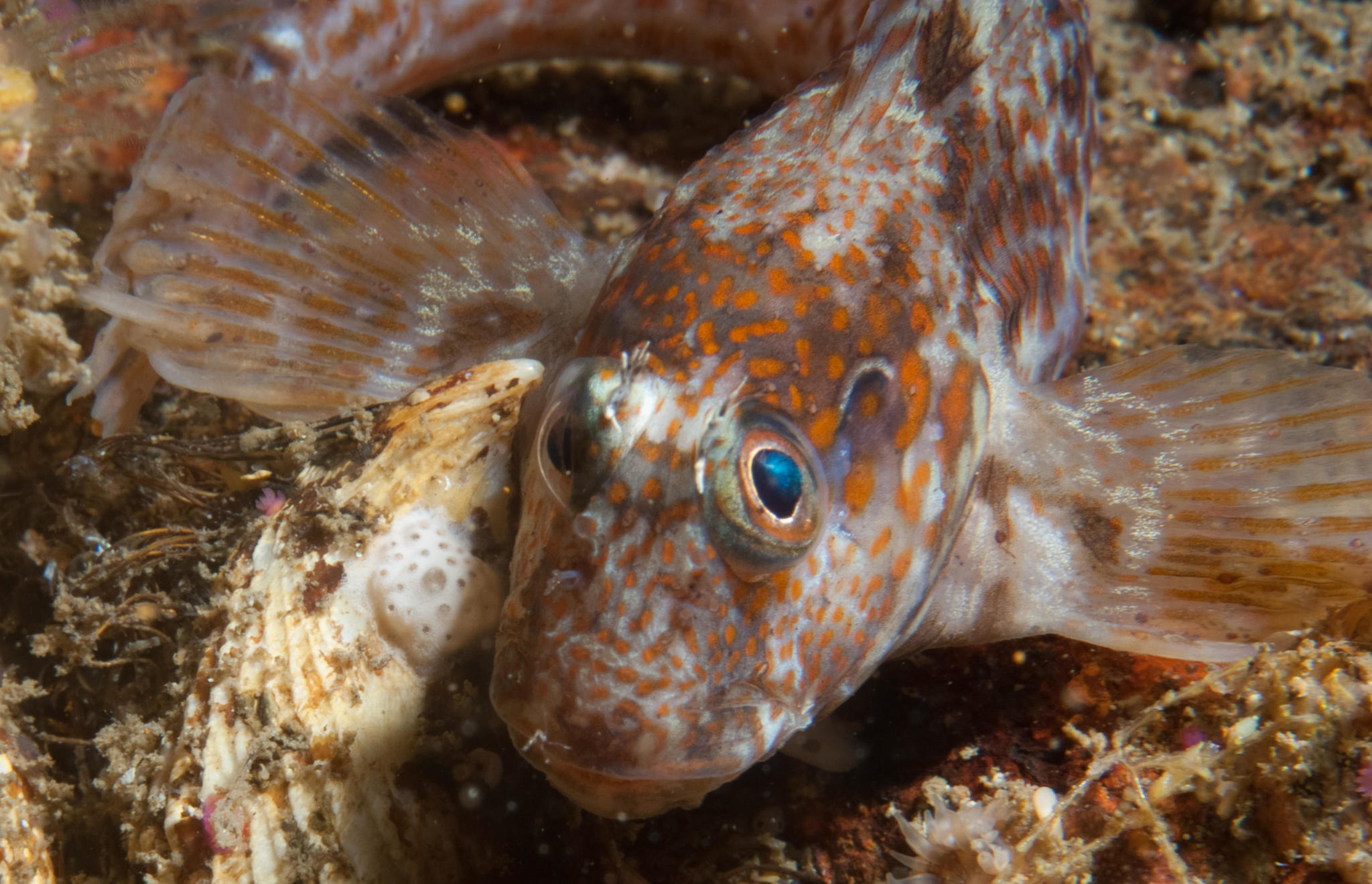
Chalaroderma ocellata
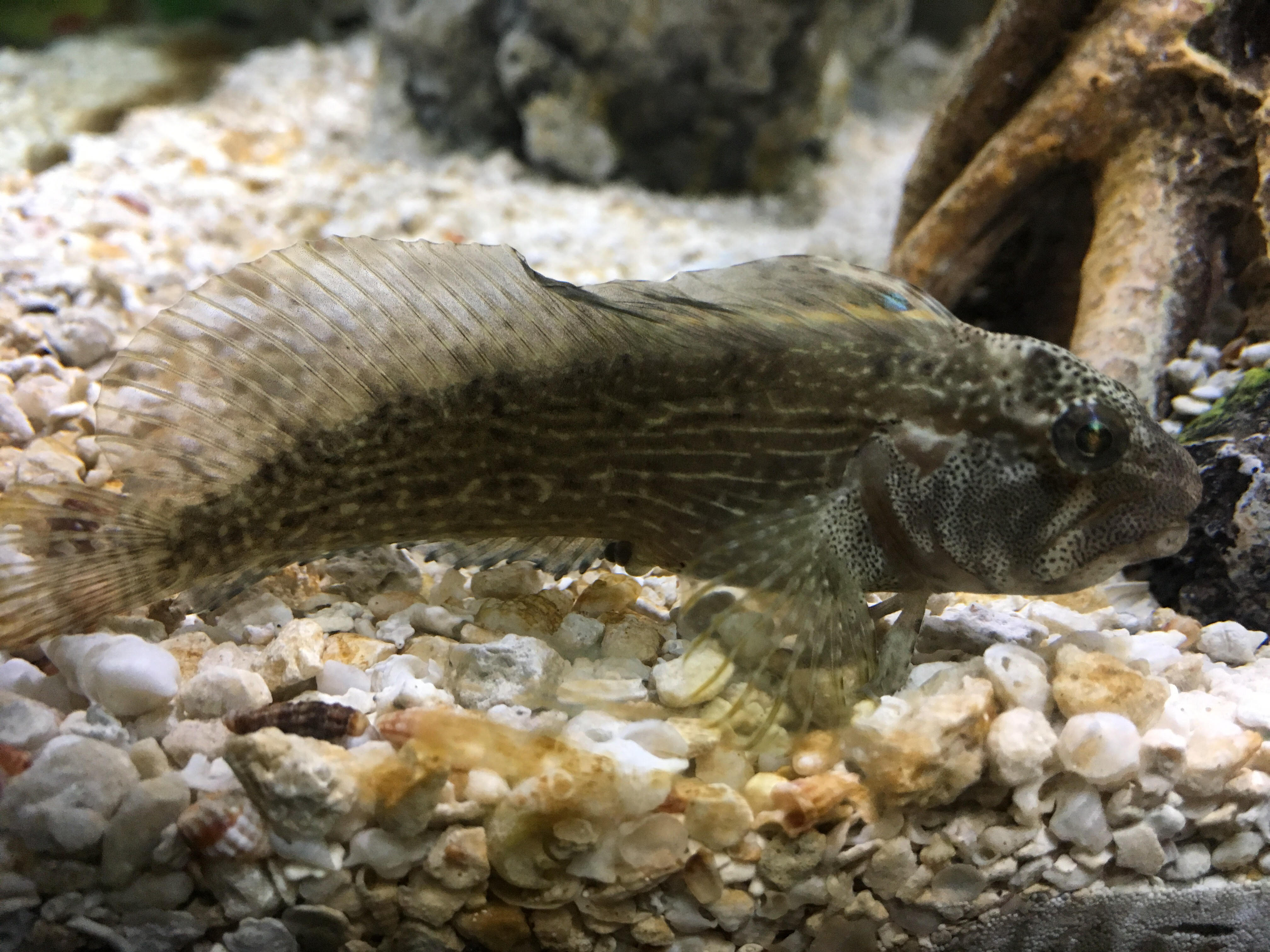
Chasmoides bosquines
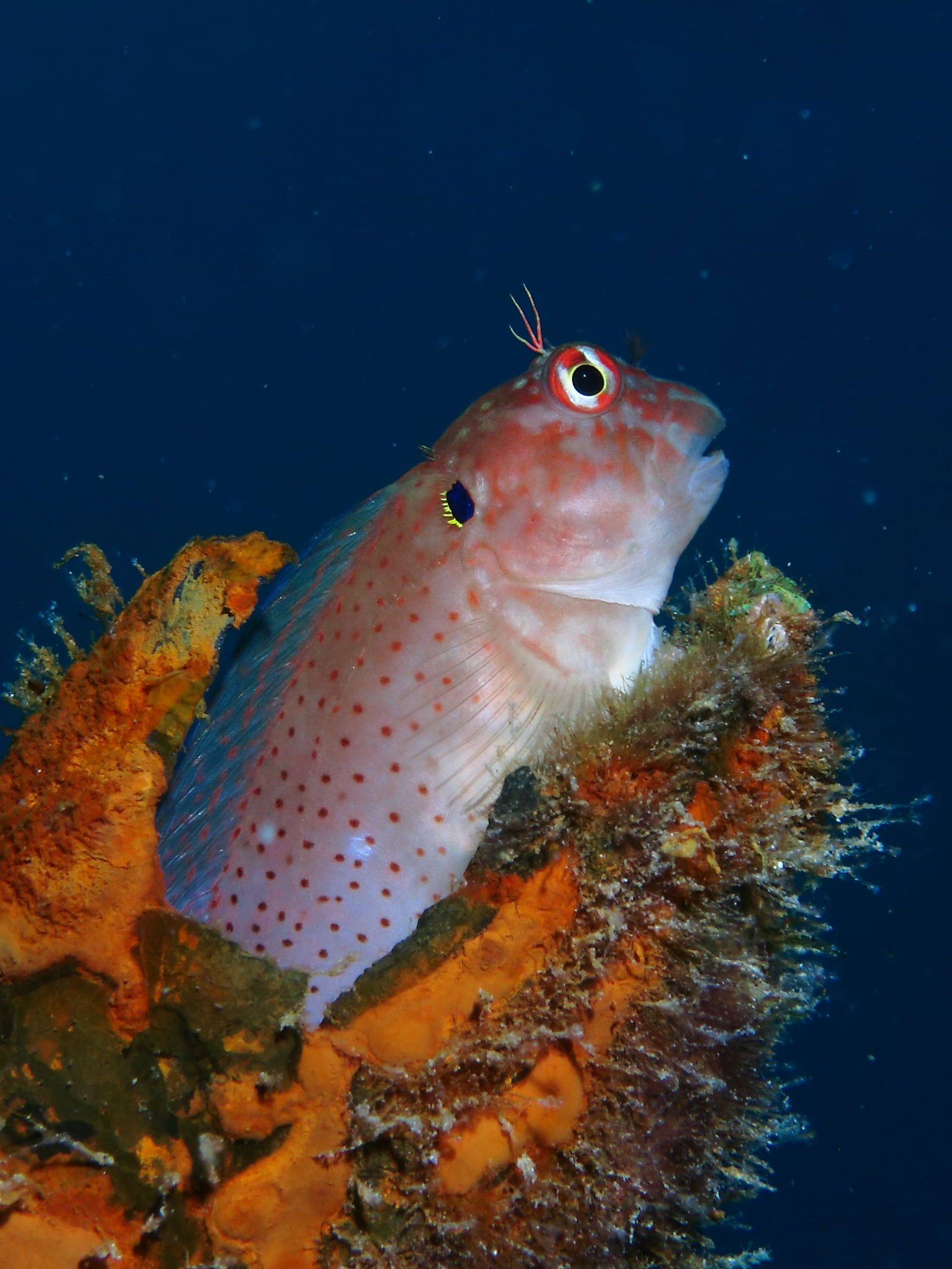
Cirripectes auritus
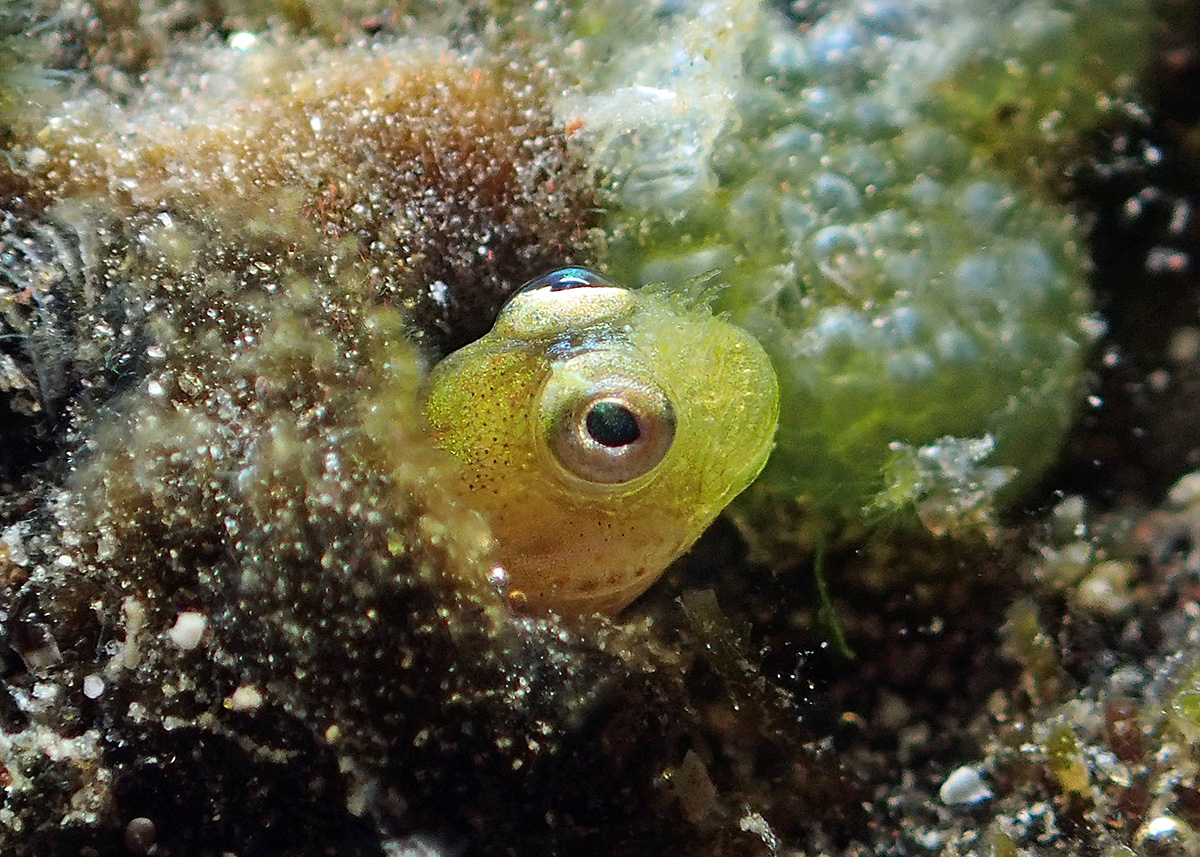
Cirrisalarias bunares
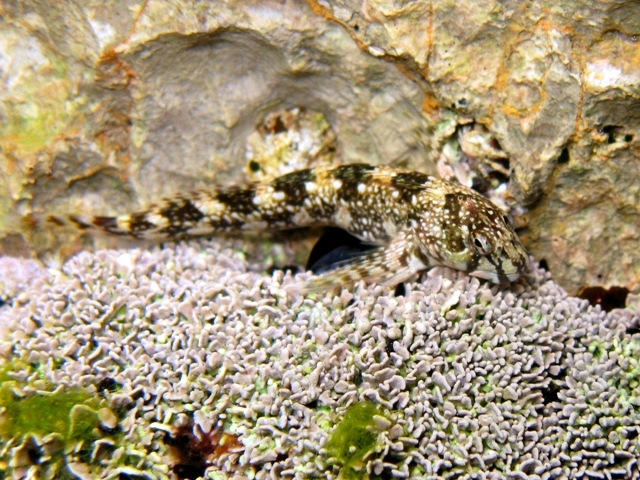
Coryphoblennius galerita
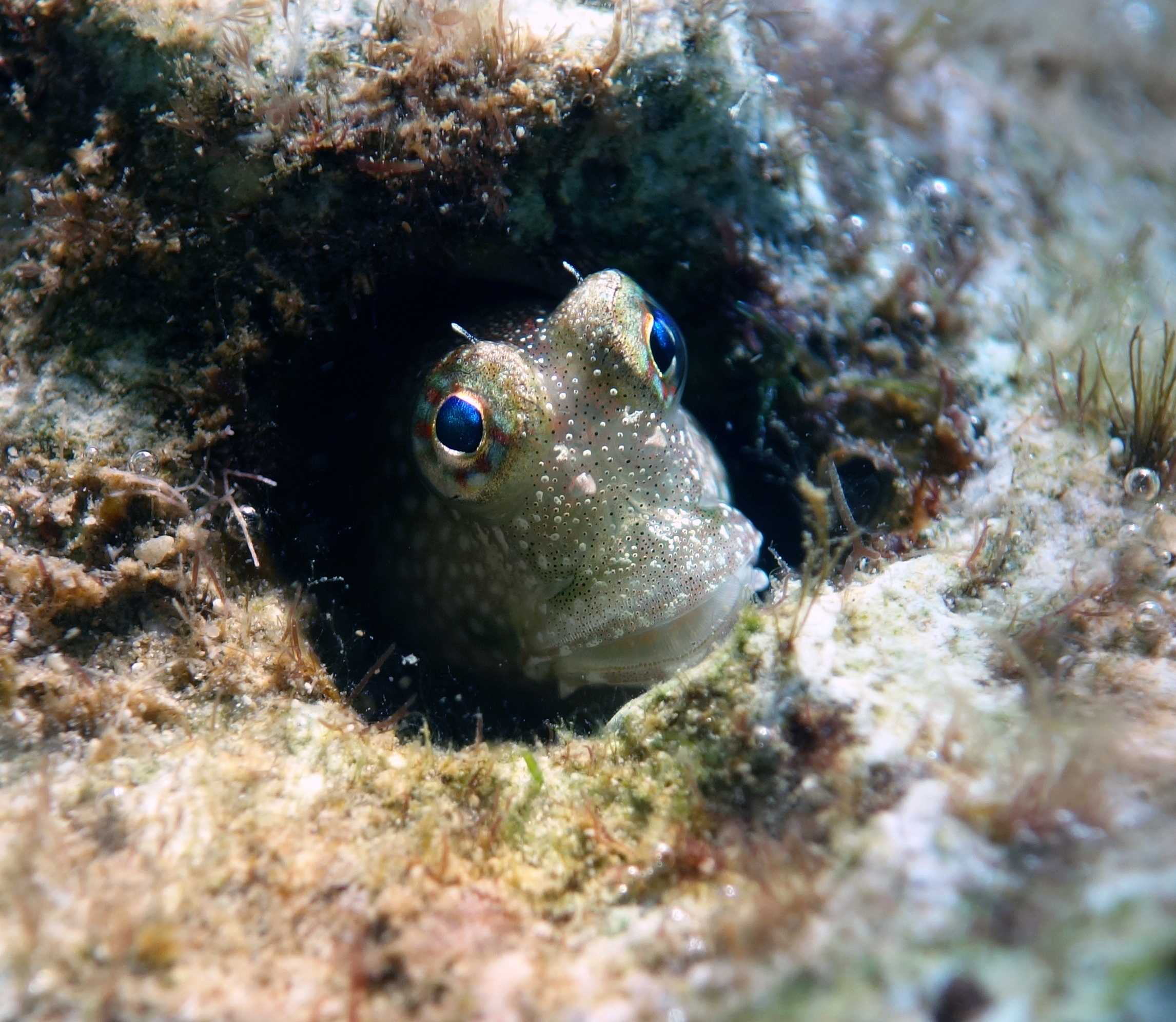
Crossosalarias macrospilus
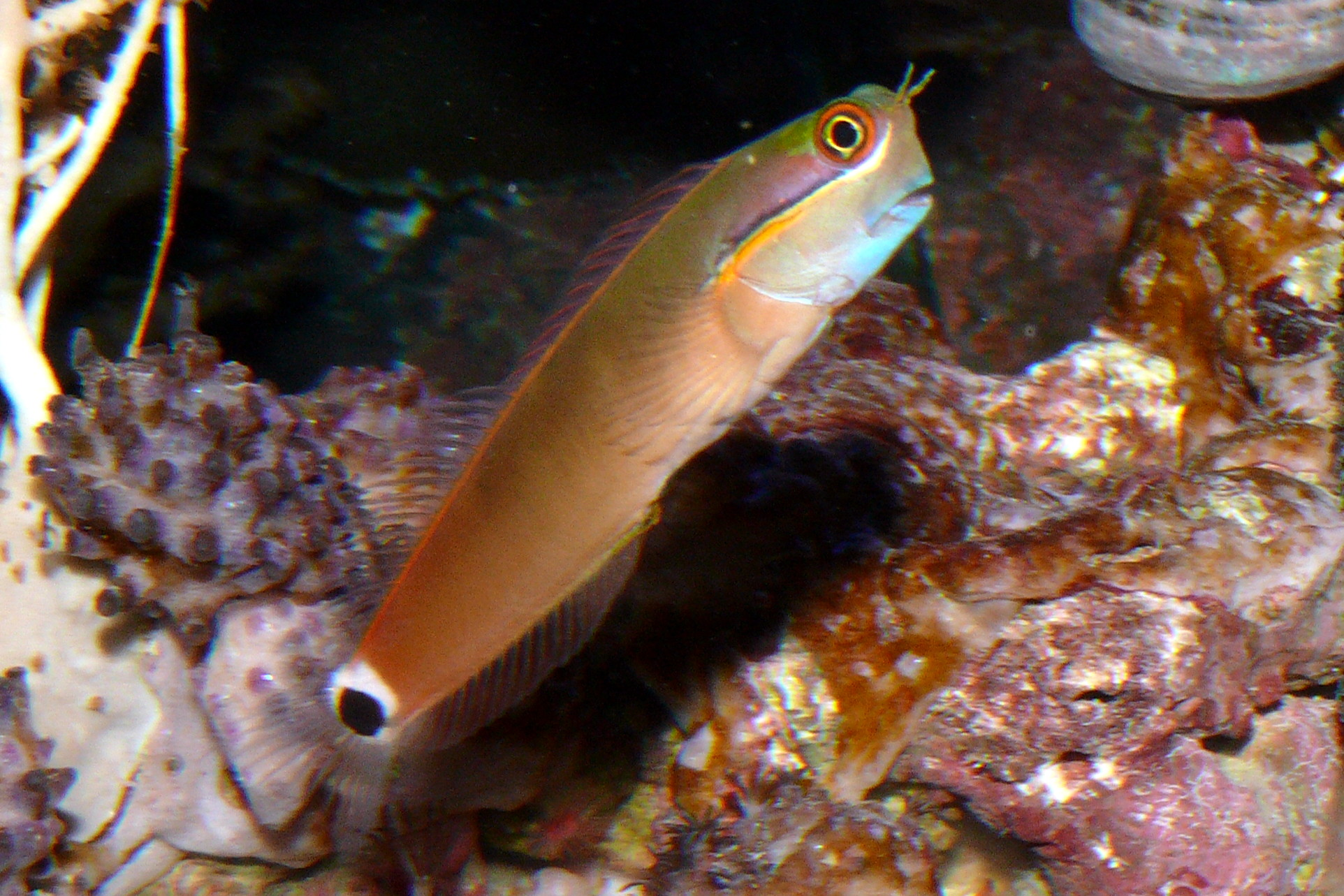
Ecsenius stigmatura
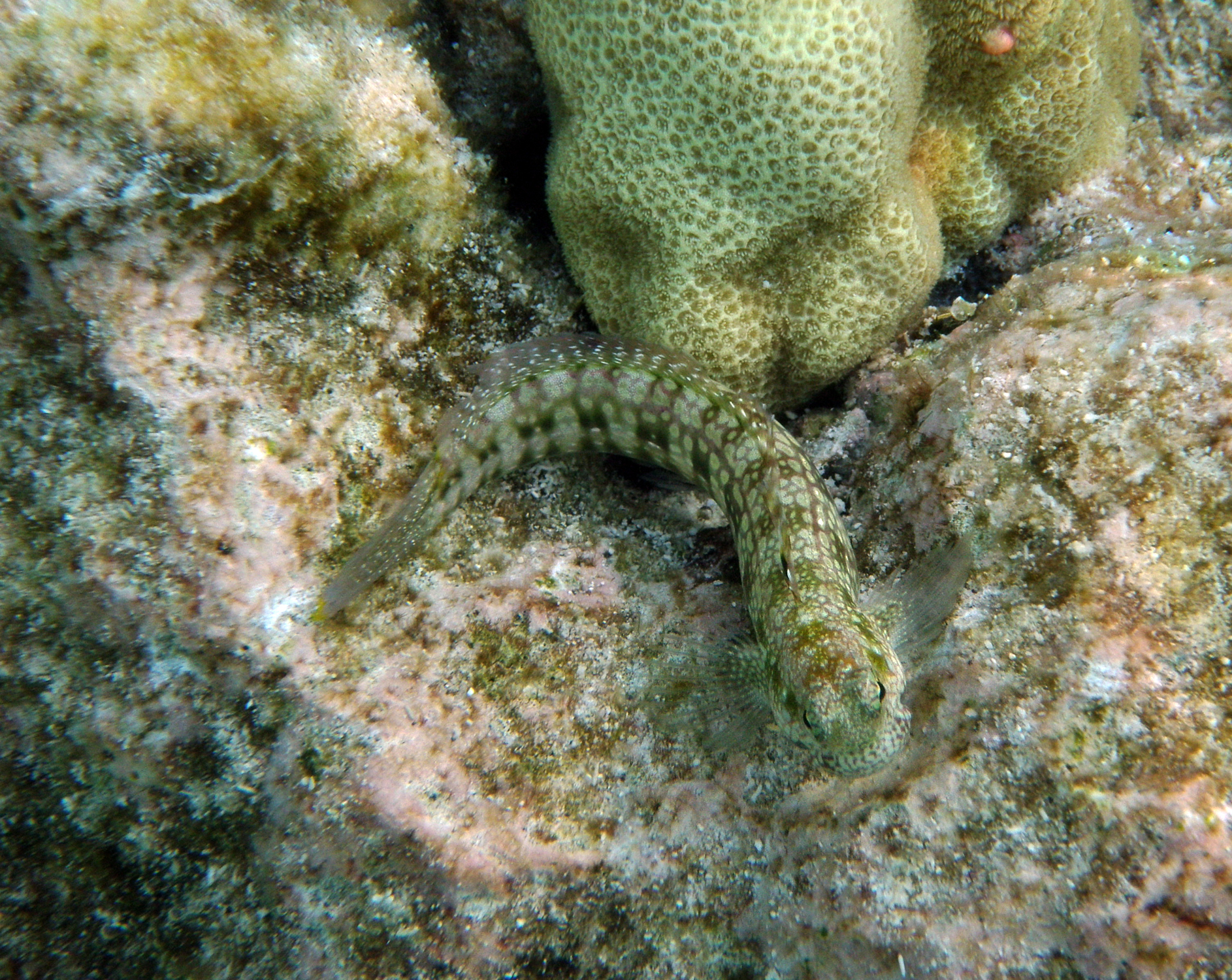
Entomacrodus marmoratus
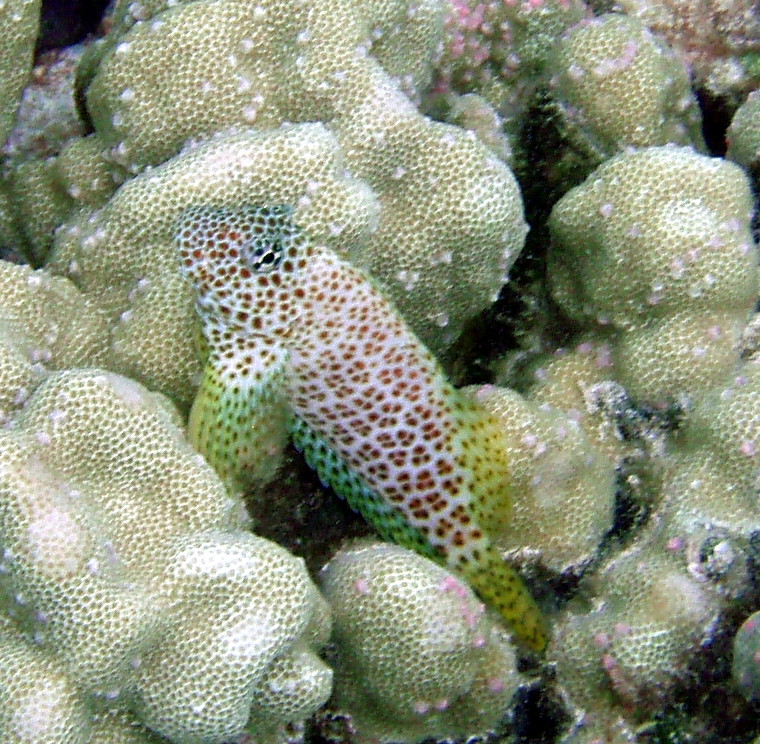
Exallias brevis
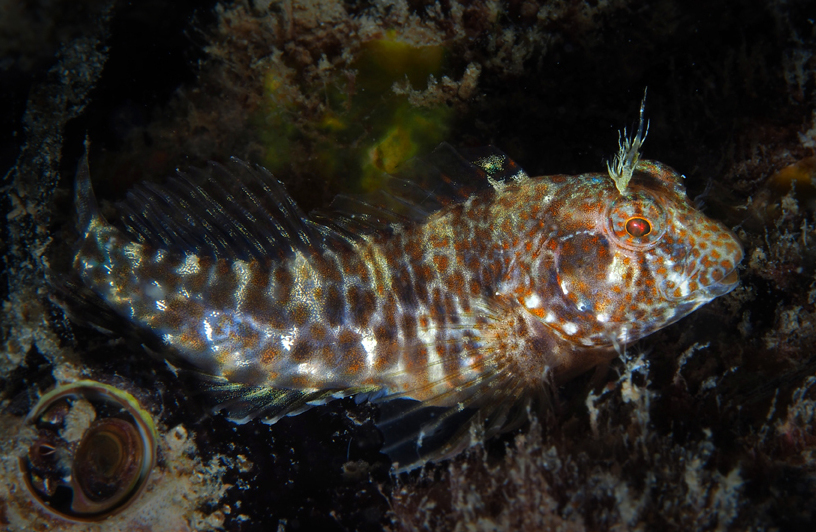
Hypleurochilus pseudoaequipinnis
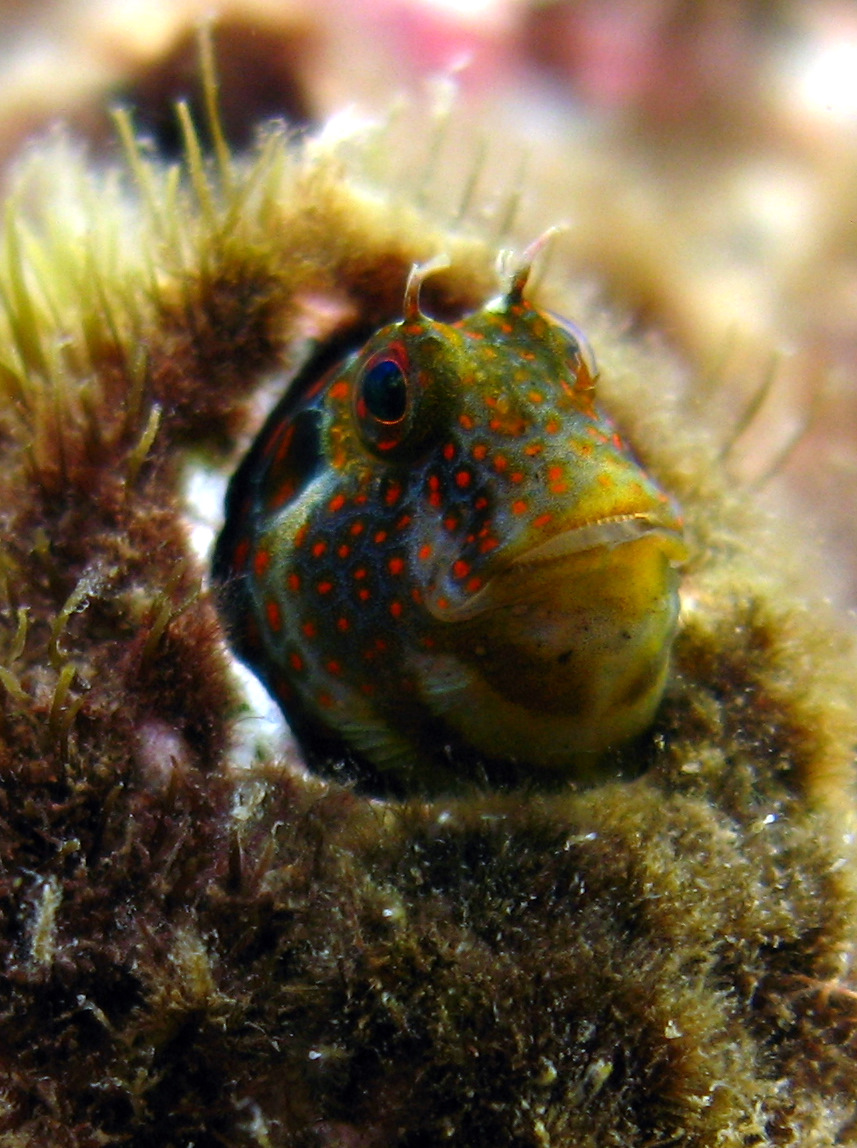
Hypsoblennius invemar
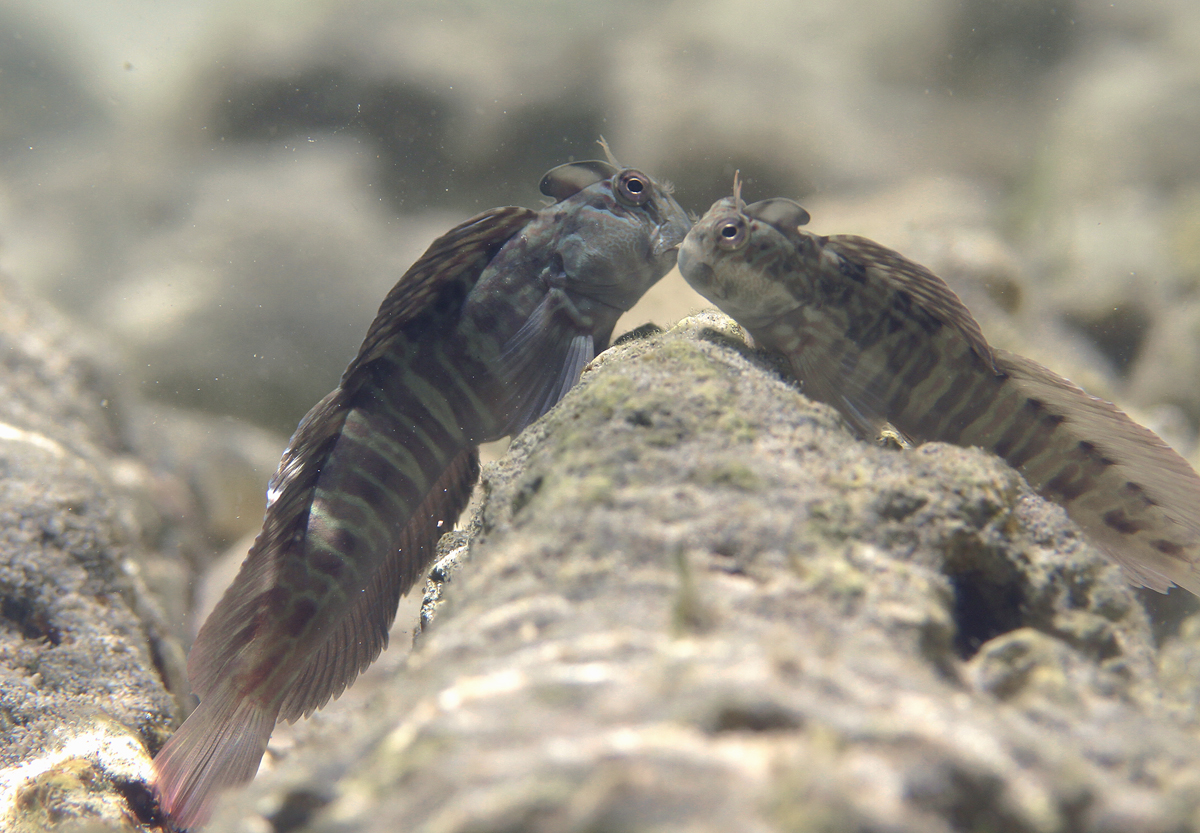
Istiblennius edentulus
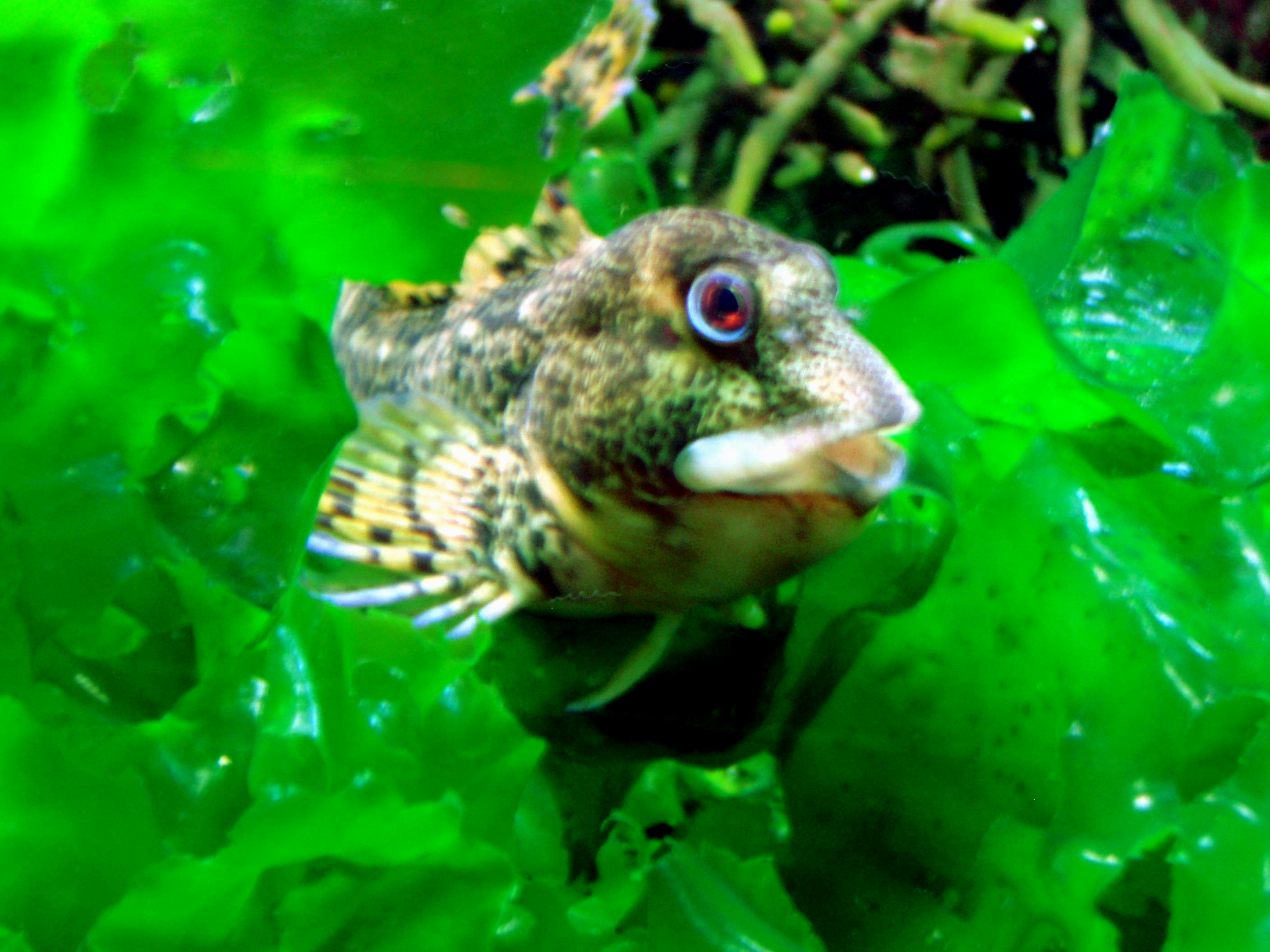
Lipophrys pholis
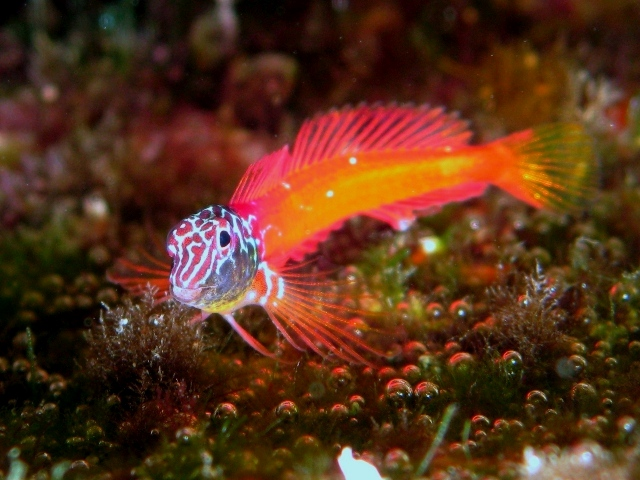
Microlipophrys nigriceps
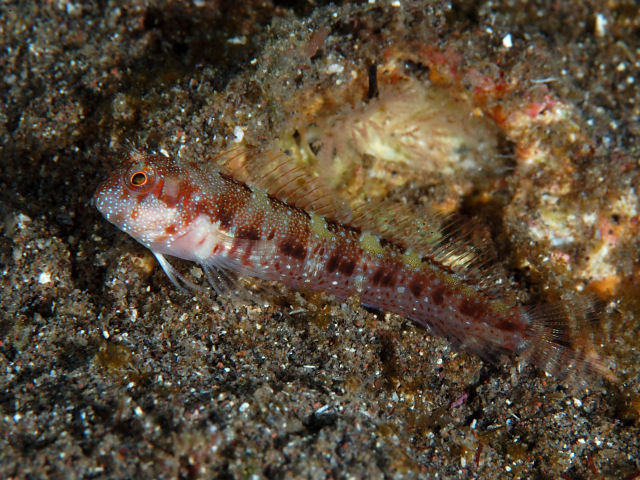
Mimoblennius atrocinctus
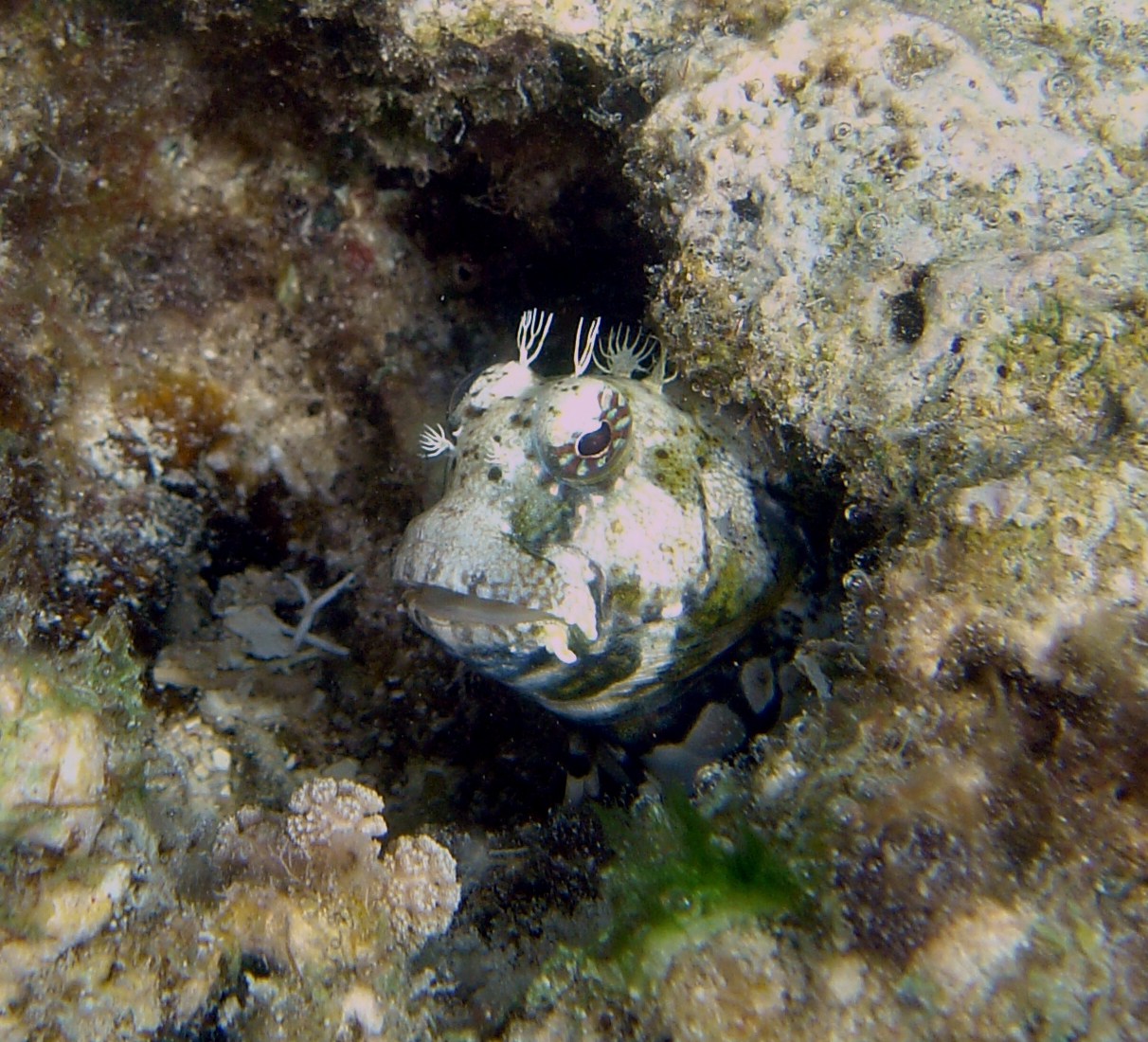
Nannosalarias nativitatis
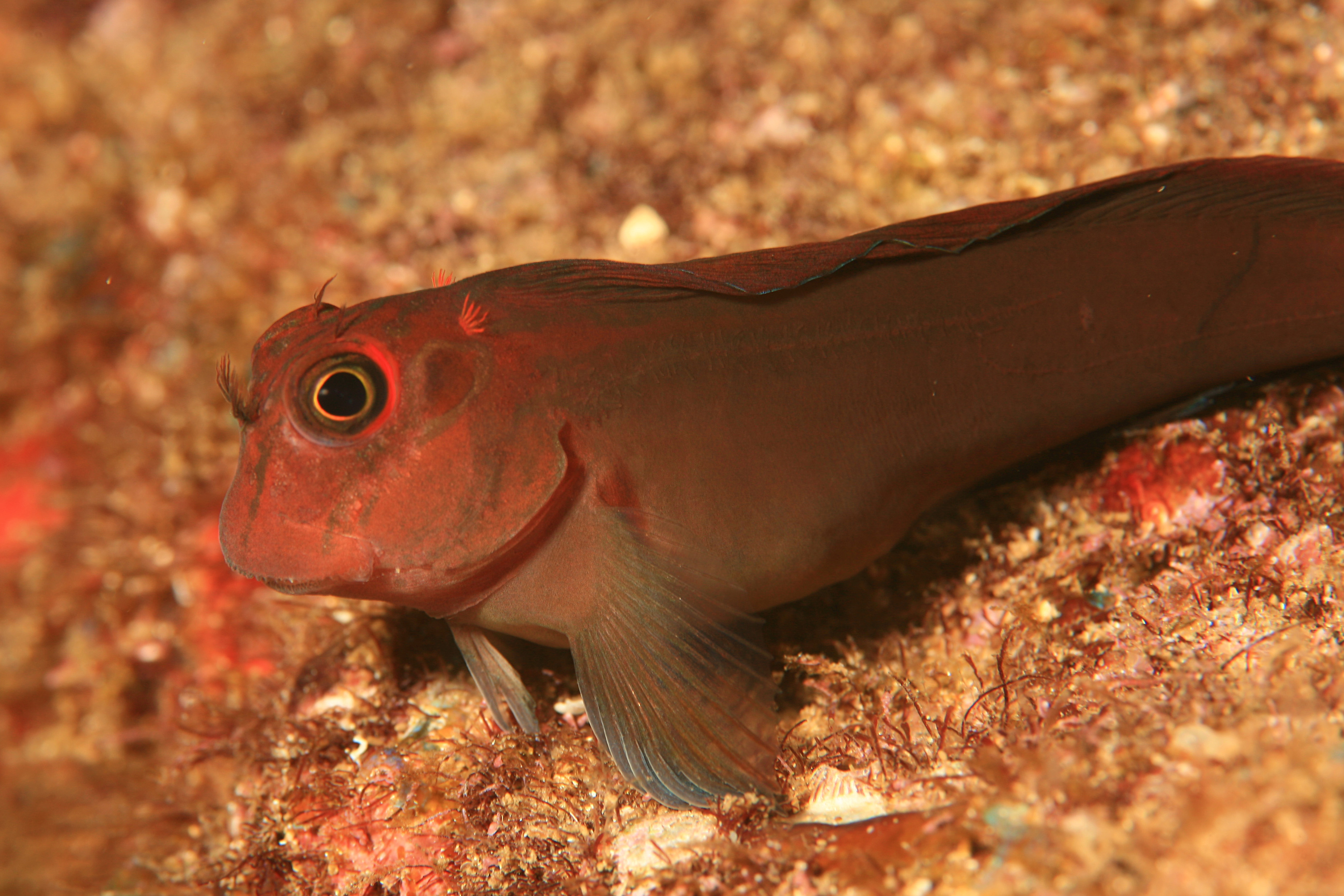
Ophioblennius steindachneri
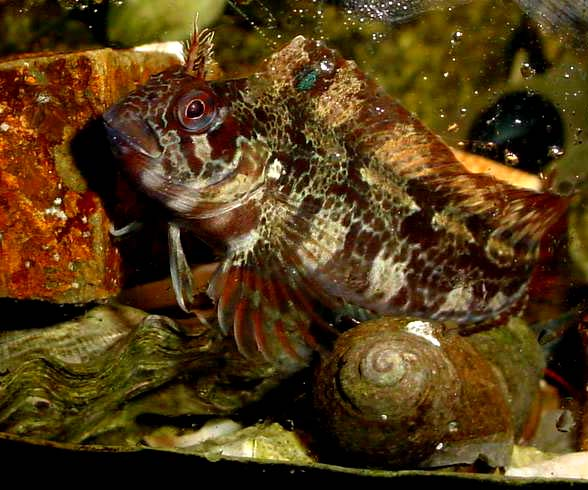
Parablennius gattorugine
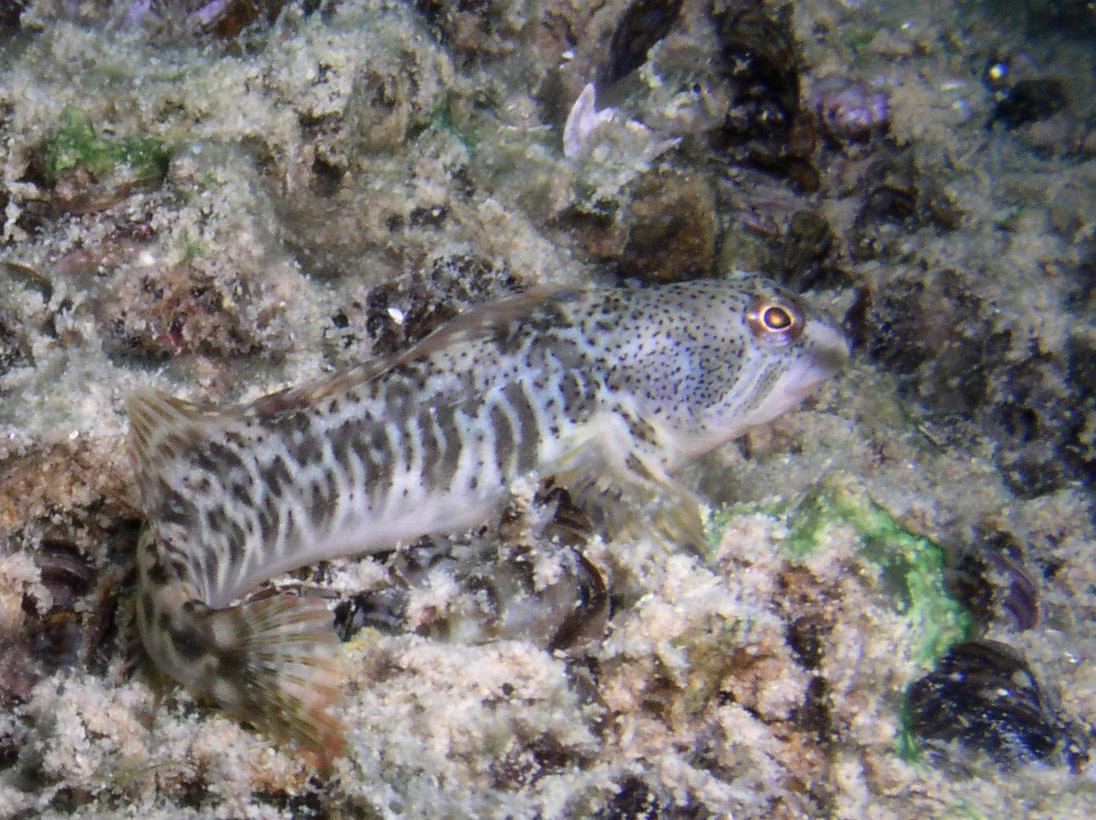
Salaria fluviatilis
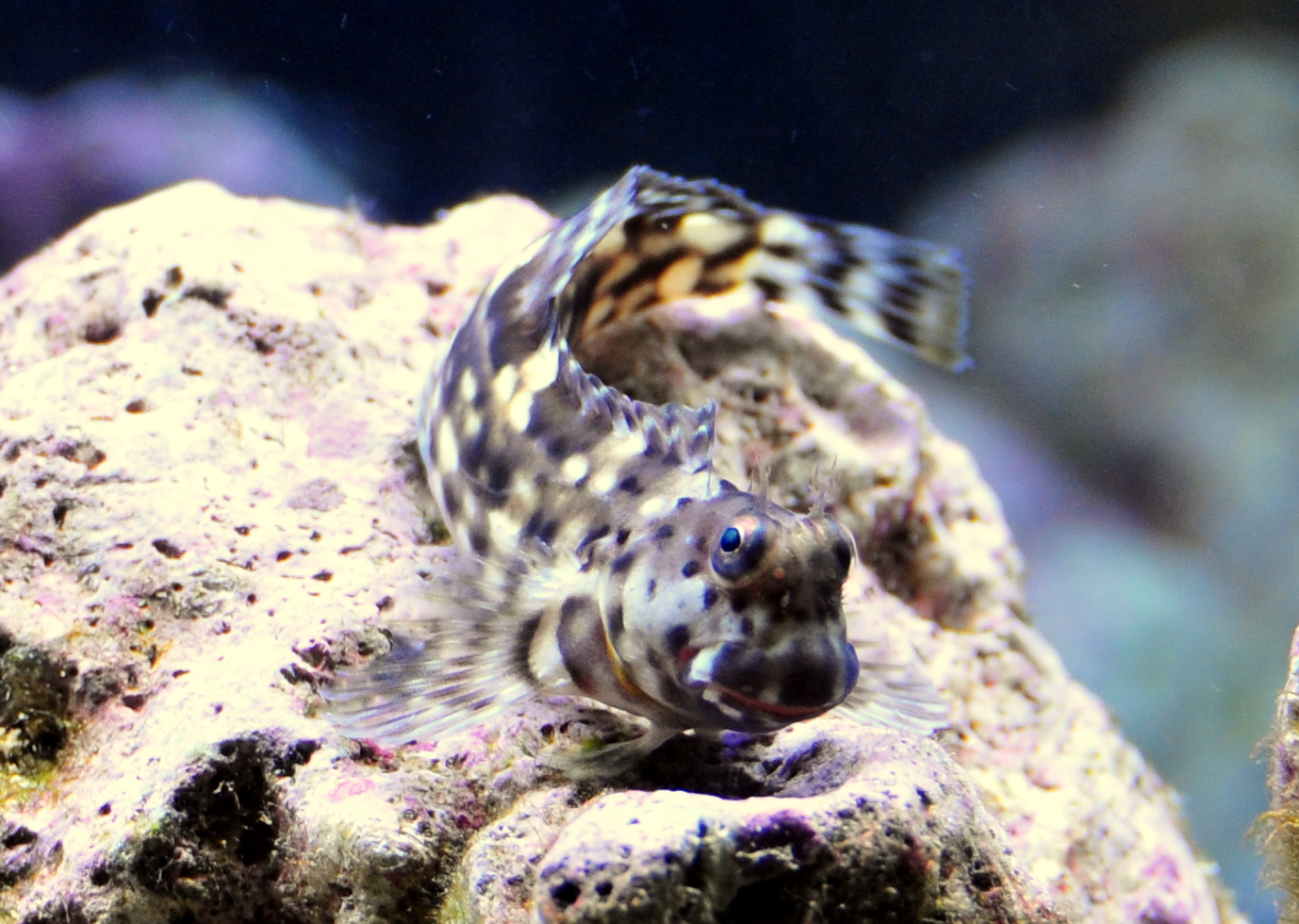
Salarias fasciatus
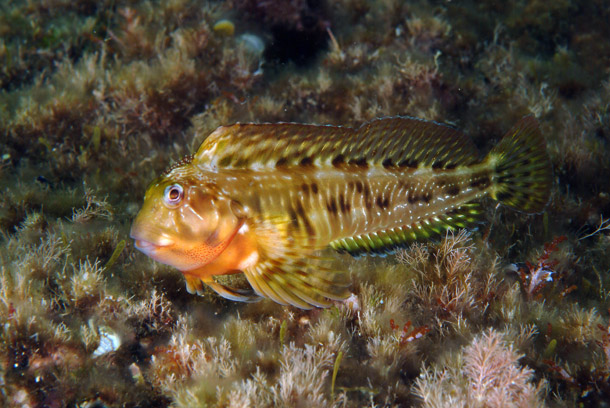
Scartella cristata
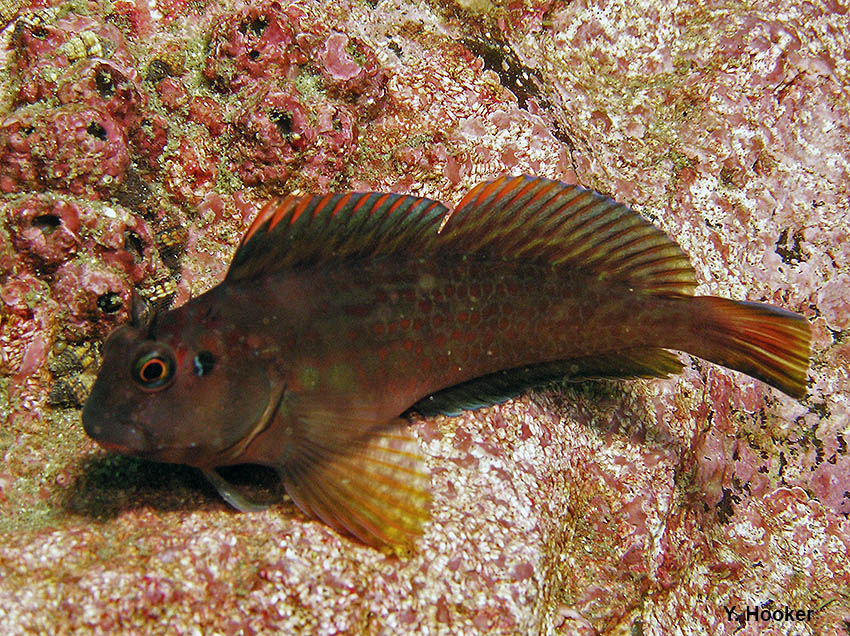
Scartichthys gigas
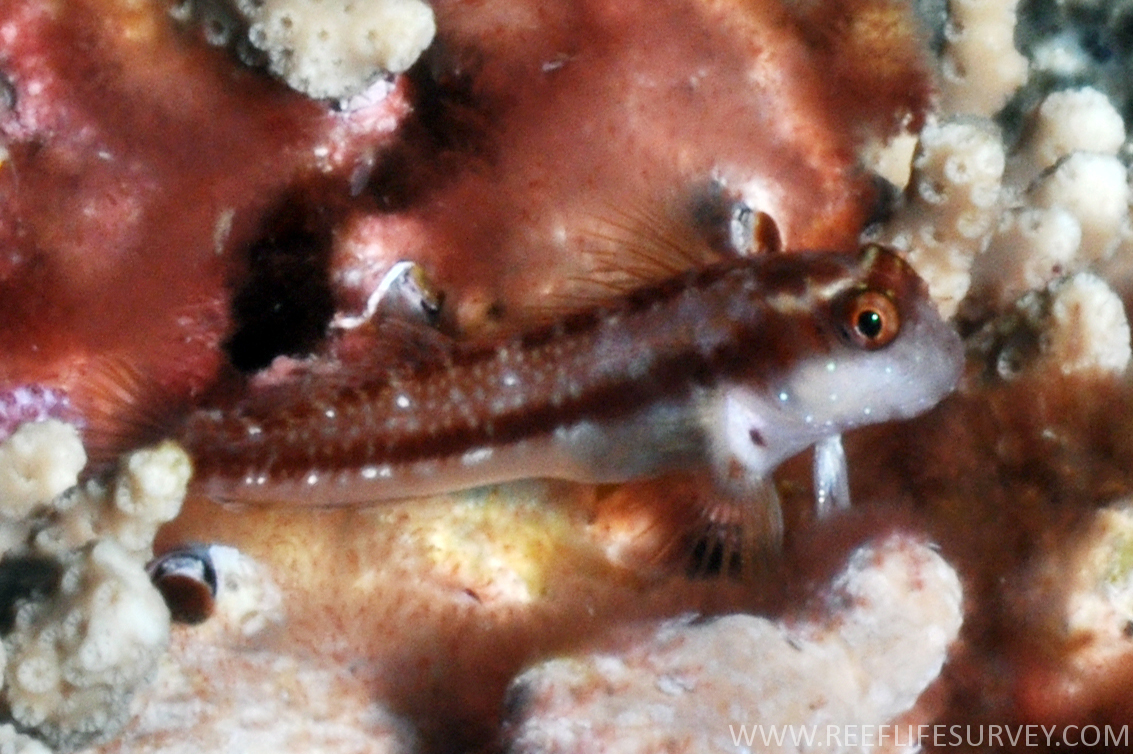
Stanulus talboti

## Systématique
Le nom valide complet (avec auteur) de ce taxon est Blenniidae Rafinesque, 1810.